# Миха
Миха је словеначко мушко име, настало од имена Михаел. У Србији, ово је изведено име од имена Михаило.

## Популарност
У периоду од 2003. до 2005. било је међу првих 200 имена по популарности у Словенији.